# Ricardo Fino
Ricardo Fino (Aveiro, 18 de Junho de 1953) é um compositor e cantor português.
Revelou desde muito cedo aptidões para o canto e aos 18 anos foi um dos fundadores do grupo aveirense Nova Dimensão, de onde saiu dois anos depois para se tornar o vocalista do grupo Kzars.
Em 1975, os Kzars extinguem-se para dar lugar aos Mandrágora, outra banda de que Ricardo Fino também fez parte e onde, a par do canto, escreve e compõe alguns temas originais. Com o fim dos Mandrágora, em 1984, afasta-se dos palcos, optando por «escutar muita música, ver muitos e variados concertos, descobrir novas sonoridades e aperfeiçoar a técnica instrumental»
Regressa em 2007, quando os Mandrágora voltam a reunir-se para gravar um álbum de originais, com temas compostos entre 1980 e 1984. Participa nos dois concertos de apresentação do disco, que o grupo realiza em 2008. Em 2012 recomeça a escrever e a compor, misturando os sons tradicionais do fado com as suas principais raízes e inspirações: boleros, sambas, chorinhos e bossas, baladas de intervenção, mornas, tangos, valsas e chulas. 
Em 2013, com o músico e produtor Quiné Teles grava um álbum a solo, Tardio, integralmente preenchido com músicas de sua autoria (algumas em parceria com os letristas Jesus Zing, Pedro da Silva Martins e Viriato Teles) e que teve as participações dos músicos Alfredo Teixeira (guitarra portuguesa e rabeca), Jorge Loura (guitarra), Miguel Calhaz (contrabaixo), João Gentil (acordina e acordeão), Marco Freire (tuba), Pedro Martins (violino), Afonso Teles (guitarra), Aoife Hiney (tin whistle), Ana Laíns, Ela Vaz e Uxía (vozes).  O disco foi editado em Junho de 2014, com apoio da Antena 1.
Em Novembro de 2014, em concerto no Teatro Aveirense, Aveiro, fez dueto com Ana Bacalhau.
Compõe, com letra de Viriato Teles, a canção Caminho Certo, para o primeiro disco a solo de Ela Vaz, Eu, saído em Outubro de 2016.
Integrou, desde 2012 até 2020, o coro de câmara Voz Nua.
Em Fevereiro de 2017, em parceria com o pianista Pedro Almeida, apresenta o projecto Canções Tardias, baseado no CD Tardio, onde são incluídas canções de outros autores e algumas suas novas composições. Realiza, com este projecto, concertos em vários locais do país, desde Aveiro até Almada. Encerra este capítulo com um concerto na Fábrica das Ideias, na Gafanha da Nazaré, em Setembro de 2021, voltando a convidar Ana Bacalhau para cantarem juntos. 
Em Junho de 2021, depois de um interregno forçado pela pandemia, lança um primeiro single daquele que viria a ser o seu segundo álbum. Se Me Desses Um Olhar, tem letra de Jesus Zing e apresenta renovadas orientações na sua música. Em 29 de Outubro é editado o seu novo disco, novamente com o apoio da Antena 1 e da Sociedade Portuguesa de Autores, intitulado Olhar , com arranjos de Pedro Almeida  e produção de Joaquim Teles (Quiné). Para além de canções feitas por si, convida vários autores a escreverem letras para o disco. Renova parcerias com Jesus Zing, Pedro da Silva Martins e Viriato Teles, aos quais junta Amélia Muge, Ana Zanatti, Catarina Duarte dos Senza, João Monge, Pedro Branco e Tiago Torres da Silva. Integra duetos com Aline Frazão, Cuca Roseta e Duarte. Na data da edição do novo disco, é lançado o segundo single Fico na Minha, com letra e música de Ricardo Fino. 